# Milagro (La Rioja)
Milagro es la cabecera del departamento General Ocampo, provincia de La Rioja, Argentina.
Es la localidad más poblada del departamento. Se encuentra en el km 37 de la Ruta Nacional 77.

## Geografía

### Población
Cuenta con 3494 habitantes (Indec, 2010), lo que representa un incremento del 4% frente a los 3355 habitantes (Indec, 2001) del censo anterior.
| Gráfica de evolución demográfica de Milagro entre 1991 y 2010 |
|                                                               |
| Fuente: Censos nacionales del INDEC                           |

### Sismicidad
La sismicidad de la región de La Rioja es frecuente y de intensidad baja, y un silencio sísmico de terremotos medios a graves cada 30 años en áreas aleatorias. Sus últimas expresiones se produjeron:
- 12 de abril de 1899 (126 años), a las 16.10 UTC-3 con 6,4 Richter; como en toda localidad sísmica, aún con un silencio sísmico corto, se olvida la historia de otros movimientos sísmicos regionales (terremoto de La Rioja de 1899)
- 24 de octubre de 1957 (67 años), a las 22.07 UTC-3 con 6,0 Richter (terremoto de Villa Castelli de 1957): además de la gravedad física del fenómeno se unió el olvido de la población a estos eventos recurrentes
- 28 de mayo de 2002 (22 años), a las 0.03 UTC-3, con 6,0 escala Richter (terremoto de La Rioja de 2002)[1]

## Historia

### Toponimia
La localidad debe su origen a una merced de tierra cedida a Amador Montiveros en 1820, durante la gobernación de Nicolás Dávila. Según algunas versiones, el nombre proviene del hecho de que las excavaciones para encontrar agua (dada la aridez de la región) fueron muy difíciles y finalmente el hallazgo de agua se interpretó como un "milagro". 
Paulatinamente, la denominación original se redujo a “El Milagro” y luego con la llegada del ferrocarril se le impuso el nombre oficial de Estación Milagro, pero tras un tiempo sus pobladores restauraron el nombre anterior, hasta que una disposición municipal suprimió el artículo “El” para rebautizarlo “Milagro”.

### El ferrocarril
Entre las décadas de 1930 y 1970, la localidad tuvo una conexión férrea importante con Quines, en la provincia de San Luis. Se trataba de un ramal del Ferrocarril Central Norte Argentino, inaugurado el 12 de octubre de 1937, que unía el sur de La Rioja con el norte de San Luis pasando por las estaciones La Isla, San Solano, Aguayo, El Caldén y Candelaria. En 2014 se anunció que el ferrocarril volvería a la ciudad aunque sólo como tren de cargas.

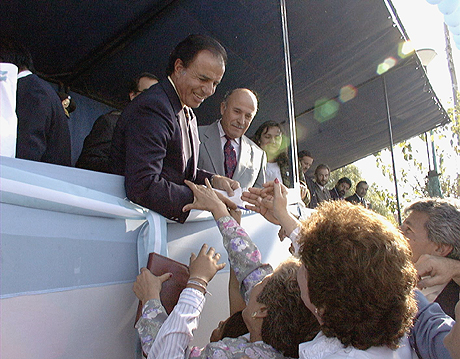
El presidente Menem visita Milagro en el año 1997.

## Economía

### Producción de quesos
La localidad es ampliamente reconocida por la producción de leche caprina para la elaboración de queso de cabra  en coordinación con queseras de Cruz del Eje y otras localidades del oeste cordobés.

### Turismo
Algunas de las atracciones turísticas de la localidad son el antiguo edificio de la estación del ferrocarril que unía La Rioja con San Luis, el paseo del Andén, la Plazoleta Belgrano, el paseo de los Murales y el monumento al Changarín de estación.